# بخش بوئنزا
بخش بوئنزا (به لاتین: Bouenza Department) یک منطقهٔ مسکونی در جمهوری کنگو است که در جمهوری کنگو واقع شده‌است. بخش بوئنزا ۱۲٬۲۶۵ کیلومتر مربع مساحت و ۳۰۹٬۰۷۳ نفر جمعیت دارد.